# Odontophorus hyperythrus
Codorniz-castanha ou corcovado-castanho (nome científico: Odontophorus hyperythrus) é uma espécie de ave da família Odontophoridae. É endêmica da Colômbia.